# جورگ کرستن
جورگ کرستن (انگلیسی: Jörg Kirsten؛ زادهٔ ۱۸ اکتبر ۱۹۶۷) بازیکن فوتبال اهل آلمان است.
از باشگاه‌هایی که در آن بازی کرده‌است می‌توان به باشگاه فوتبال زاکسن لایپزیگ، باشگاه فوتبال ارتسگبیرگ آئو، باشگاه فوتبال روت وایس اهلن، و باشگاه فوتبال تسویکاو اشاره کرد.